# Бранч, Дэвид
Дэвид Бранч (англ. David Branch; род. 26 сентября 1981, Шарлотт) — американский боец смешанного стиля, представитель средней и полутяжёлой весовых категорий. Выступает на профессиональном уровне начиная с 2007 года, известен по участию в турнирах бойцовских организаций UFC, WSOF, Bellator, Shark Fights, Titan FC и др. Владел титулами чемпиона WSOF в среднем и полутяжёлом весах.

## Биография
Дэвид Бранч родился 26 сентября 1981 года в городе Шарлотт, штат Северная Каролина. Детство провёл в Бронксе, учился в школе в Нью-Йорке. Около двух с половиной лет практиковал карате, затем переключился на бразильское джиу-джитсу — проходил подготовку в тренировочном центре известного бойца Рензу Грейси, из рук которого получил чёрный пояс по БЖЖ.

### Начало профессиональной карьеры
Дебютировал в смешанных единоборствах на профессиональном уровне в сентябре 2007 года, выиграв у своего соперника техническим нокаутом в первом же раунде. Проводил бои в различных американских организациях, неизменно выходил из всех поединков победителем, в том числе одержал две победы на турнирах Bellator.

### Ultimate Fighting Championship
Имея в послужном списке шесть побед и ни одного поражения, Бранч привлёк к себе внимание крупнейшей бойцовской организации мира Ultimate Fighting Championship и в мае 2010 года подписал с ней стандартный контракт на четыре боя. Впервые выступил в октагоне UFC уже в июле в поединке с Джеральдом Харрисом — проиграл в третьем раунде, оказавшись в нокауте после проведённого соперником броска — таким образом потерпел первое в профессиональной карьере поражение.
Следующим его соперником должен был стать Аарон Симпсон, но тот был снят с турнира из-за стафилококковой инфекции и заменён на Томаша Дрваля. Противостояние между ними продлилось всё отведённое время, в итоге Бранч выиграл единогласным решением судей.
В том же 2010 году им был побеждён Рич Аттонито, тоже по очкам единогласным решением.
Возможным оппонентом Бранча на 2011 год назывался Дэн Миллер, но этот бой в конечном счёте так и не состоялся, и он вышел в клетку против Розимара Пальяриса и уступил ему сдачей, попавшись во втором раунде на рычаг колена. Организация решила не продлевать с ним контракт, и Бранч после этого боя стал свободным агентом.

### World Series of Fighting
Выступив в нескольких небольших промоушенах, в 2012 году Дэвид Бранч присоединился к новосозданной организации World Series of Fighting, в частности одержал победы на первом и втором её турнирах, взяв верх над Дастином Джейкоби и Паулу Филью соответственно.
Со временем Бранч стал одним из сильнейших бойцов WSOF — в течение четырёх лет он выиграл в общей сложности десять поединков подряд (за всю историю организации подобную победную серию сумел сделать только Джастин Гейджи), взял верх над такими сильными бойцами как Джесси Тейлор, Юсин Оками, Клиффорд Старкс, Винни Магальяйнс и др. Ему удалось завоевать титулы чемпиона сразу в двух весовых категориях, средней и полутяжёлой, причём оба титула он благополучно защитил.

### Возвращение в UFC
В феврале 2017 года стало известно, что Бранч подписал новый контракт с UFC. Он вернулся в октагон в мае того же года, выиграв раздельным решением у поляка Кшиштофа Йотко. Осенью того же года вышел в клетку против бывшего чемпиона организации Люка Рокхолда и проиграл ему сдачей во втором раунде.
Продолжая выступать в UFC, в апреле 2018 года отправил в нокаут бразильца Тиагу Сантуса, заработав бонус за лучшее выступление вечера.
На ноябрь 2018 года планировался бой против Роналду Соузы, но в октябре стало известно, что Соуза заменит травмировавшегося Люка Рокхолда в бою с Крисом Вайдманом — новым соперником Бранча при этом стал Джаред Каннонье. Бранч проиграл этот поединок техническим нокаутом во втором раунде, это был первый раз, когда соперник смог остановить его ударами.
В марте 2019 года состоялся бой против Джека Херманссона, Бранч проиграл позиционную борьбу и уже на 49 секунде первого раунда сдался от «гильотины».
Следующим соперником должен был стать Эндрю Санчес, бой планировался на март 2019 года, однако Бранч снялся с турнира из-за травмы, и его заменили Марвином Веттори. Позже выяснилось, что боец провалил допинг-тест, сделанный во внесоревновательный период в мае этого года — в его пробе обнаружили пептидный гормон ипаморелин. По результатам проведённого расследования Американское антидопинговое агентство отстранило его сроком на 2 года. В связи с дисквалификацией контракт с UFC 18 сентября 2019 года был прекращён.

### Russian Cagefighting Championship
В декабре 2019 года на турнире в Екатеринбурге Дэвид Бранч встретился с российский бойцом Александром Шлеменко. В концовке первого раунда попался в «гильотину» и вынужден был сдаться.

## Статистика в профессиональном ММА
| Боёв 29  | Побед 22 | Поражений 7 |
| -------- | -------- | ----------- |
| Нокаутом | 6        | 3           |
| Сдачей   | 7        | 3           |
| Решением | 9        | 1           |

| Результат | Рекорд | Соперник           | Способ                               | Турнир                                  | Дата             | Раунд | Время | Место                | Примечание                                                  |
| --------- | ------ | ------------------ | ------------------------------------ | --------------------------------------- | ---------------- | ----- | ----- | -------------------- | ----------------------------------------------------------- |
| Поражение | 22-7   | Александр Шлеменко | Сдача (гильотина)                    | Russian Cagefighting Championship 7     | 14 декабря 2019  | 1     | 4:58  | Екатеринбург, Россия |                                                             |
| Поражение | 22-6   | Джек Херманссон    | Сдача (гильотина)                    | UFC on ESPN: Barboza vs. Gaethje        | 30 марта 2019    | 1     | 0:49  | Филадельфия, США     |                                                             |
| Поражение | 22-5   | Джаред Каннонье    | TKO (удары руками)                   | UFC 230                                 | 3 ноября 2018    | 2     | 0:39  | Нью-Йорк, США        |                                                             |
| Победа    | 22-4   | Тиагу Сантус       | KO (удары руками)                    | UFC Fight Night: Barboza vs. Lee        | 21 апреля 2018   | 1     | 2:30  | Атлантик-Сити, США   | Выступление вечера.                                         |
| Поражение | 21-4   | Люк Рокхолд        | Сдача (удары руками)                 | UFC Fight Night: Rockhold vs. Branch    | 16 сентября 2017 | 2     | 4:05  | Питтсбург, США       |                                                             |
| Победа    | 21-3   | Кшиштоф Йотко      | Раздельное решение                   | UFC 211                                 | 13 мая 2017      | 3     | 5:00  | Даллас, США          |                                                             |
| Победа    | 20-3   | Луис Тейлор        | Сдача (удушение сзади)               | WSOF 34                                 | 31 декабря 2016  | 5     | 2:00  | Нью-Йорк, США        | Защитил титул чемпиона WSOF в среднем весе.                 |
| Победа    | 19-3   | Винни Магальяйнс   | Единогласное решение                 | WSOF 33                                 | 7 октября 2016   | 5     | 5:00  | Канзас-Сити, США     | Защитил титул чемпиона WSOF в полутяжёлом весе.             |
| Победа    | 18-3   | Клиффорд Старкс    | Единогласное решение                 | WSOF 30                                 | 2 апреля 2016    | 5     | 5:00  | Лас-Вегас, США       | Защитил титул чемпиона WSOF в среднем весе.                 |
| Победа    | 17-3   | Тедди Холдер       | Сдача (удушение сзади)               | WSOF 23                                 | 18 сентября 2015 | 1     | 2:21  | Финикс, США          | Выиграл введённый титул чемпиона WSOF в полутяжёлом весе.   |
| Победа    | 16-3   | Джесси Макэллиготт | Техническая сдача (удушение Вон Флю) | WSOF 20                                 | 10 апреля 2015   | 2     | 1:28  | Машантакет, США      | Полуфинал гран-при WSOF в полутяжёлом весе.                 |
| Победа    | 15-3   | Юсин Оками         | TKO (удары руками)                   | WSOF 15                                 | 15 ноября 2014   | 4     | 3:39  | Тампа, США           | Защитил титул чемпиона WSOF в среднем весе.                 |
| Победа    | 14-3   | Джесси Тейлор      | Сдача (удушение д’Арсе)              | WSOF 10                                 | 21 июня 2014     | 1     | 1:41  | Лас-Вегас, США       | Выиграл введённый титул чемпиона WSOF в среднем весе.       |
| Победа    | 13-3   | Данилу Вилефорт    | Единогласное решение                 | WSOF 5                                  | 14 сентября 2013 | 3     | 5:00  | Атлантик-Сити, США   | Полуфинал гран-при WSOF в среднем весе.                     |
| Победа    | 12-3   | Паулу Филью        | Единогласное решение                 | WSOF 2                                  | 23 марта 2013    | 3     | 5:00  | Атлантик-Сити, США   |                                                             |
| Победа    | 11-3   | Дастин Джейкоби    | Единогласное решение                 | WSOF 1                                  | 3 ноября 2012    | 3     | 5:00  | Лас-Вегас, США       |                                                             |
| Поражение | 10-3   | Энтони Джонсон     | Единогласное решение                 | Titan FC 22                             | 25 мая 2012      | 3     | 5:00  | Канзас-Сити, США     | Бой в промежуточном весе 88,5 кг; оба бойца не сделали вес. |
| Победа    | 10-2   | Доминик Стил       | Единогласное решение                 | Pure MMA: The Beginning                 | 22 января 2012   | 3     | 5:00  | Плейнс, США          |                                                             |
| Победа    | 9-2    | Джереми Мэй        | TKO (удары руками)                   | Shark Fights 15: Villaseñor vs Camozzi  | 27 мая 2011      | 3     | 3:19  | Рио-Ранчо, США       |                                                             |
| Поражение | 8-2    | Розимар Пальярис   | Сдача (удар коленом)                 | UFC Live: Sanchez vs. Kampmann          | 3 марта 2011     | 2     | 1:44  | Луисвилл, США        |                                                             |
| Победа    | 8-1    | Рич Аттонито       | Единогласное решение                 | The Ultimate Fighter 12 Finale          | 4 декабря 2010   | 3     | 5:00  | Лас-Вегас, США       |                                                             |
| Победа    | 7-1    | Томаш Дрваль       | Единогласное решение                 | UFC Fight Night: Marquardt vs. Palhares | 15 сентября 2010 | 3     | 5:00  | Остин, США           |                                                             |
| Поражение | 6-1    | Джеральд Харрис    | KO (слэм)                            | UFC 116                                 | 3 июля 2010      | 3     | 2:35  | Лас-Вегас, США       |                                                             |
| Победа    | 6-0    | Деррик Мехмен      | Сдача (удушение сзади)               | Bellator 15                             | 22 апреля 2010   | 2     | 0:26  | Анкасвилл, США       | Бой в промежуточном весе 86,2 кг.                           |
| Победа    | 5-0    | Джон Тройер        | TKO (удары руками)                   | UCC 1: Merciless                        | 19 марта 2010    | 2     | 4:26  | Джерси-Сити, США     |                                                             |
| Победа    | 4-0    | Деннис Олсон       | Сдача (удушение сзади)               | Bellator 11                             | 12 июня 2009     | 1     | 2:27  | Анкасвилл, США       |                                                             |
| Победа    | 3-0    | Робби Хастон       | Сдача (удушение сзади)               | DCF: Battle at the Nation’s Capital     | 13 декабря 2008  | 2     | 2:41  | Вашингтон, США       |                                                             |
| Победа    | 2-0    | Алекс Аквино       | TKO (остановлен врачом)              | Ring of Combat 19                       | 9 мая 2008       | 1     | 3:29  | Атлантик-Сити, США   |                                                             |
| Победа    | 1-0    | Крейг Саймон       | TKO (удары руками)                   | Cage Fights 6                           | 29 сентября 2007 | 1     | 1:44  | Форт-Майерс, США     |                                                             |